# オトコだろッ!
オトコだろッ!（おとこだろっ!）は、1988年7月21日から9月22日にかけてフジテレビ系にて木曜20:00～20:54(JST)に放送されたテレビドラマ。アベクカンパニーの制作。

## 概要
当時レコードデビュー直前だった男闘呼組の主演で、中山忍のデビュー作でもあった。他の出演者も西田敏行やかたせ梨乃といったベテラン、『プロゴルファー祈子』の主演だった安永亜衣、土家里織などがキャスティングされた。
山梨県八ヶ岳のペンション村を舞台に、そのペンション村で何でも引き受け業をしている中嶋一郎太と、その一郎太により東京から連れてこられた4人の若者たちが巻き起こすアクションコメディ。

## 登場人物
松木成二（高橋和也）
一郎太が東京から連れてきた4人組の中心的存在で、感情の起伏が激しい直情的な性格。重労働でこき使う一郎太に対する不満が一番強い。
黒川功（成田昭次）
4人組の中では比較的落ち着いた性格。「じゃからの」など広島弁を良く使う。バイクの運転が得意。
山本喜芳（岡本健一）
優しい性格だが、やはり一郎太に対する不満が大きい。トラックの運転をよく一郎太に任される。自身の義母にかなり不満を持っていた。しのぶの事が好き。
宇野晴彦（前田耕陽）
4人組のムードメーカーというべき、お調子者。親の事を「ママ」と呼んだりちょっとマザコンの気がある。晶子の事が好き。
中嶋一郎太（西田敏行）
名字読みは「なかしま」。八ヶ岳のペンション村で何でも引き受け屋をしており、人手を確保すべく成二たちを雇った。かつては東京でサラリーマンをしていたが、妻を亡くしたのをきっかけに脱サラして一人息子とともに八ヶ岳に移り住み何でも引き受け屋を始めた。豪放磊落で人使いが荒くて、成二たちをこき使って厳しくしごいているが、ドジなところもある。
岡本美佐（安永亜衣）
一郎太の今は亡き友人の娘で、一郎太に引き取られて手伝いをしている。不良少女だが、自分を引き取った一郎太を慕い、いつも一郎太に味方するが、一方で一郎太に反発することもある。成二たちとは事あるごとに対立し取っ組み合いになることもある。しかし成二に惹かれていく。
島崎佳恵（かたせ梨乃）
一郎太の何でも引き受け仕事の依頼をしてくるペンション「ハート＆ハート」の女オーナーで、一郎太が憧れているマドンナ的存在。しかし一郎太の乱暴な性格を嫌がっている。

### その他のキャスト
- 島崎晶子（土家里織）

佳恵の妹。
- ウメ（野村昭子）
- 祐介（薬丸裕英） - 第2話に出演
- 村田しのぶ（中山忍）
- 薮田獣医（平泉成）
- 中嶋涼太（石上大輔）

一郎太の息子。
- 田所学（宇治正高）- 第6話に出演
- 村田菊雄（アパッチけん）
- 山田小百合（しのざき美知）
- さと子（山村美智）- 第5話に出演
- 由加里（西脇充子）- 第5話に出演
- 紀美子（堀田祐美子）- 第5話に出演
- 暴走族のリーダー（安藤麗二）- 第3話に出演

　など

## サブタイトル
- 第1回「こんなオヤジはもうゴメン!!」
ストーリー・脱サラして八ヶ岳に移り住んだ一郎太は、東京から４人の若者をスカウトして山奥での重労働をさせていた。
- 第2回「こんな悪ガキみたことない!!」
ストーリー・ペンション「ハート＆ハート」の手伝いを任された喜芳と晴彦は、その「ハート＆ハート」の客に財布を盗んだ犯人と疑われてしまう。
- 第3回「親父ゴリラと悪ガキの空飛ぶ大決闘」
ストーリー・ペンション村に現われた暴走族が美佐と晶子を乱暴しようとし、成二らは美佐たちを守るため暴走族とバイク対決をする。
- 第4回「悪ガキとゴリラの恋はタイフーン」
ストーリー・一郎太が佳恵を怒らせてしまい、成二たちは佳恵の誤解を解こうと四苦八苦する。
- 第5回「対決！悪ガキVS怒りの女ゴリラ」
- 第6回「イカサマ野郎は恋のオジャマ虫」
- 第7回「悪ガキ最後の贈り物ゴリラが結婚!?」

## 主題歌
- 「第二章 追憶の挽歌」男闘呼組

## スタッフ
- 脚本：尾西兼一
- 演出：楠田泰之、斎藤郁宏
- 音楽：鈴木茂
- 選曲：山内直樹
- アクションコーディネーター：佐々木修平
- スタント&アクション：オフィス國井&悪童児
- カースタント：スーパードライバーズ
- 編集：新井孝夫
- 音響効果：下城義行
- 演出補：池添博、里中英司
- 制作補：和田豊彦
- 広報：吉見健士
- ロケ協力：山梨県長坂町
- 技術協力：東通
- 美術協力：NHKアート
- スタジオ：渋谷ビデオスタジオ
- 企画：宅間秋史、清水賢治
- プロデューサー：阿部祐三
- 制作：フジテレビ
- 制作著作：AVEC

| フジテレビ系 木曜20:00 - 20:54枠 | フジテレビ系 木曜20:00 - 20:54枠 | フジテレビ系 木曜20:00 - 20:54枠 |
| 前番組                           | 番組名                           | 次番組                           |
| -------------------------------- | -------------------------------- | -------------------------------- |
| 熱っぽいの!                      | オトコだろっ!                    | 金太十番勝負!                    |